# Qaem-Chahr
Qaem-Chahr (en persan : قائم‌شهر / Qâ'em-Šahr) est la capitale du district de Qaem-Chahr, dans la province de Mazandéran, en Iran. La ville est aussi connue sous d'autres appellations comme `Aliyabad et Ŝâhi.
Elle se situe à 237 kilomètres au nord-est de Téhéran.
Le recensement de 2006 estime la population à 174 246 individus.